# Baltaş, Bozova
Baltaş là một xã thuộc huyện Bozova, tỉnh Şanlıurfa, Thổ Nhĩ Kỳ. Dân số thời điểm năm 2011 là 181 người.